# Peyrefitte-sur-l'Hers
Peyrefitte-sur-l'Hers är en kommun i departementet Aude i regionen Occitanien  i södra Frankrike. Kommunen ligger  i kantonen Belpech som ligger i arrondissementet Carcassonne. År 2022 hade Peyrefitte-sur-l'Hers 76 invånare.

## Befolkningsutveckling
Antalet invånare i kommunen Peyrefitte-sur-l'Hers
Referens: INSEE